# Carrozzeria Fissore
A Carrozzeria Fissore olasz karosszériaépítő, amely Saviglianóban, Torino közelében (Piemont) működött.

## Története
A céget 1919-ben alapították,  Antonio, Bernardo, Giovanni és Costanzo Fissore testvérek. Eredetileg lovaskocsikat készítettek, majd később terjeszkedtek az autók és teherautók javítása felé. 1936-ban Bernardo vette át az irányítást, és különleges karosszériákat kezdett építeni személyautókhoz, halottszállító járművekhez, postakocsikhoz és kisbuszokhoz. A második világháború alatt a Fissore katonai járműveket gyártott.
A háború után ismét a magánjárművek kerültek előtérbe. 1947-ben megjelent egy Fiat 1100 alapú kombi, amelyet „Giardinetta” névre kereszteltek. 1953-ban a Fissore bemutatta a Fiat 1100 TV-t, egy Mario Revelli által tervezett egyedi coupét. További Fiat-alapú autók is megjelentek, ami a cég fejlődését segítette, így a hatvanas évek közepére már körülbelül 200 alkalmazottjuk volt. Ebben az időszakban a Fissore más cégek számára is kezdett karosszériákat tervezni, illetve kis sorozatokat vagy egyedi autókat építeni. Első ügyfeleik között voltak a DKW, a TVR és a De Tomaso. Bár nem rendelkeztek Pininfarina vagy Bertone hírnevével, világszerte jelen voltak és jó renoméjuk volt.
1969-ben a Fissore szerződést kötött, hogy a Monteverdi High Speed sorozatának nagy részét karosszériázza. Ez folyamatos munkát biztosított, bár az évente várható 100 darabos megrendelés csak 1976-ban, a Safari terepjáró bevezetésekor valósult meg. Az ebben az időszakban elért mennyiségek miatt a Fissore kézműves módszereiről áttért az ipari termelésre. Monteverdi pénzügyi támogatást nyújtott a szükséges sajtológépek beszerzéséhez, cserébe részesedést szerzett a vállalatban, és a hetvenes évek végére teljes tulajdonossá vált. Amikor Monteverdi 1984-ben bezárt, a Fissore is megszűnt, és röviddel ezután felszámolták.
Rayton Fissore
1976-ban alapította Fernanda, Bernardo Fissore egyik lánya, és férje, Giulio Malvino. Inkább saját vállalatot hoztak létre, mintsem hogy együttműködjenek az apjával. A Rayton Fissore legismertebb modellje a Magnum, egy Iveco-alapú alvázra épített terepjáró, amelyet 1985-ben mutattak be, és az Egyesült Államokban Laforza néven árultak.

## Fiat termékek

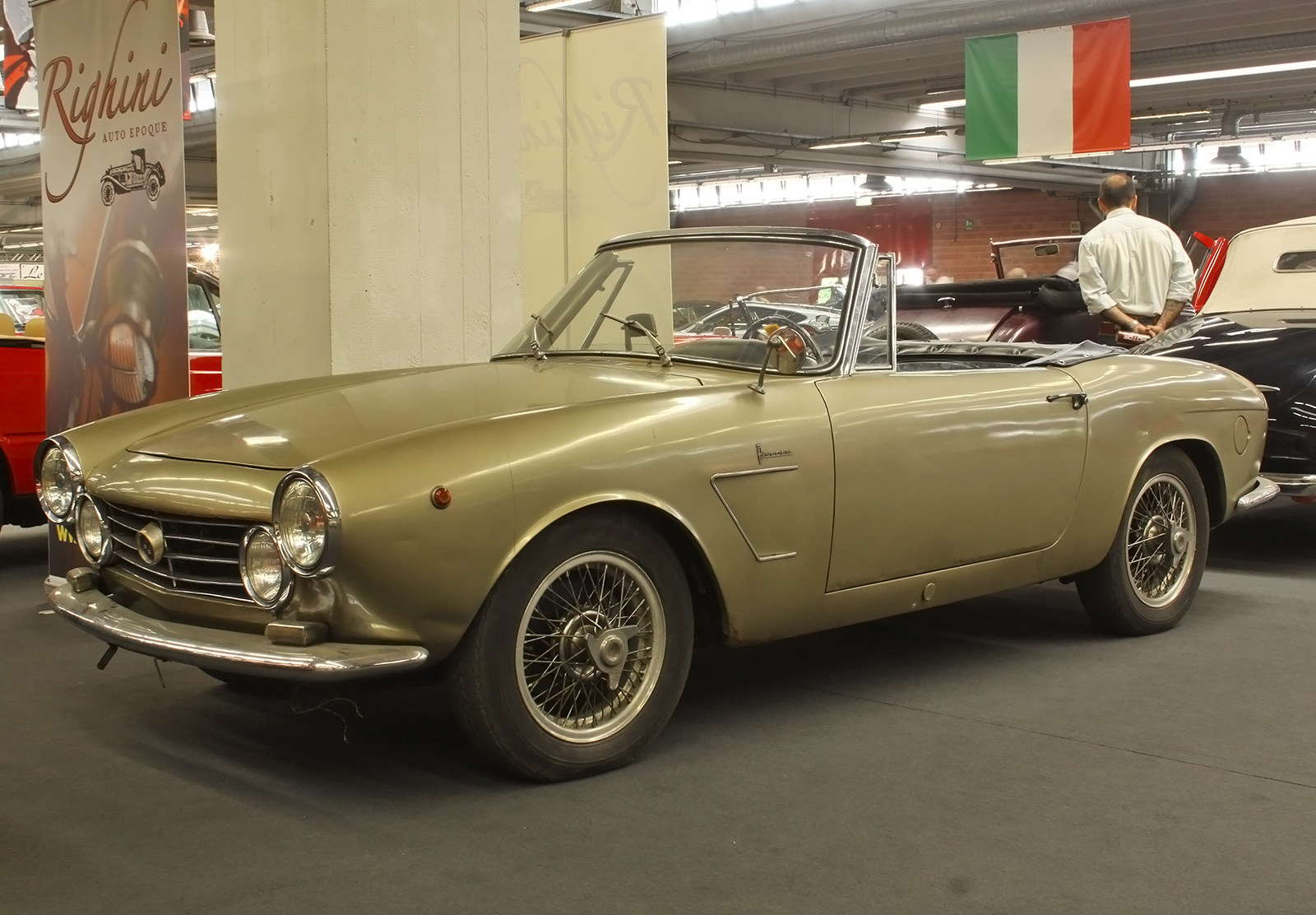
OSCA 1600 GT Fissore

Az 1950-es és 1960-as években a Fissore több, Fiat alapokra épített különleges karosszériájú autót készített, némelyiket kis sorozatban. Ezek közé tartoznak:
- Fiat 1100 TV Fissore Coupé (1953): Egy     fastback coupé a Fiat 1100 alapjain. Ez volt a Fissore első nagy sikere.
- Sabrina: Négy- vagy hatüléses változat a Fiat Multipla alapjain, különleges karosszériával. Létezett belőle egy "Marinella" nevű, teljesen nyitott strandautó változat is.
- 1500 Coupé: Kétajtós coupé a Fiat 1500 alapjain, amelyet 1959-ben mutattak be Torinóban.
- Mongho 650: Egy apró coupé a Fiat Nuova 500 alapjain, amelyet Alessandro Sessano tervezett. A Fiat 500 motorját     Giannini hangolta teljesítményfokozás céljából, bár az autó végül prototípus maradt.

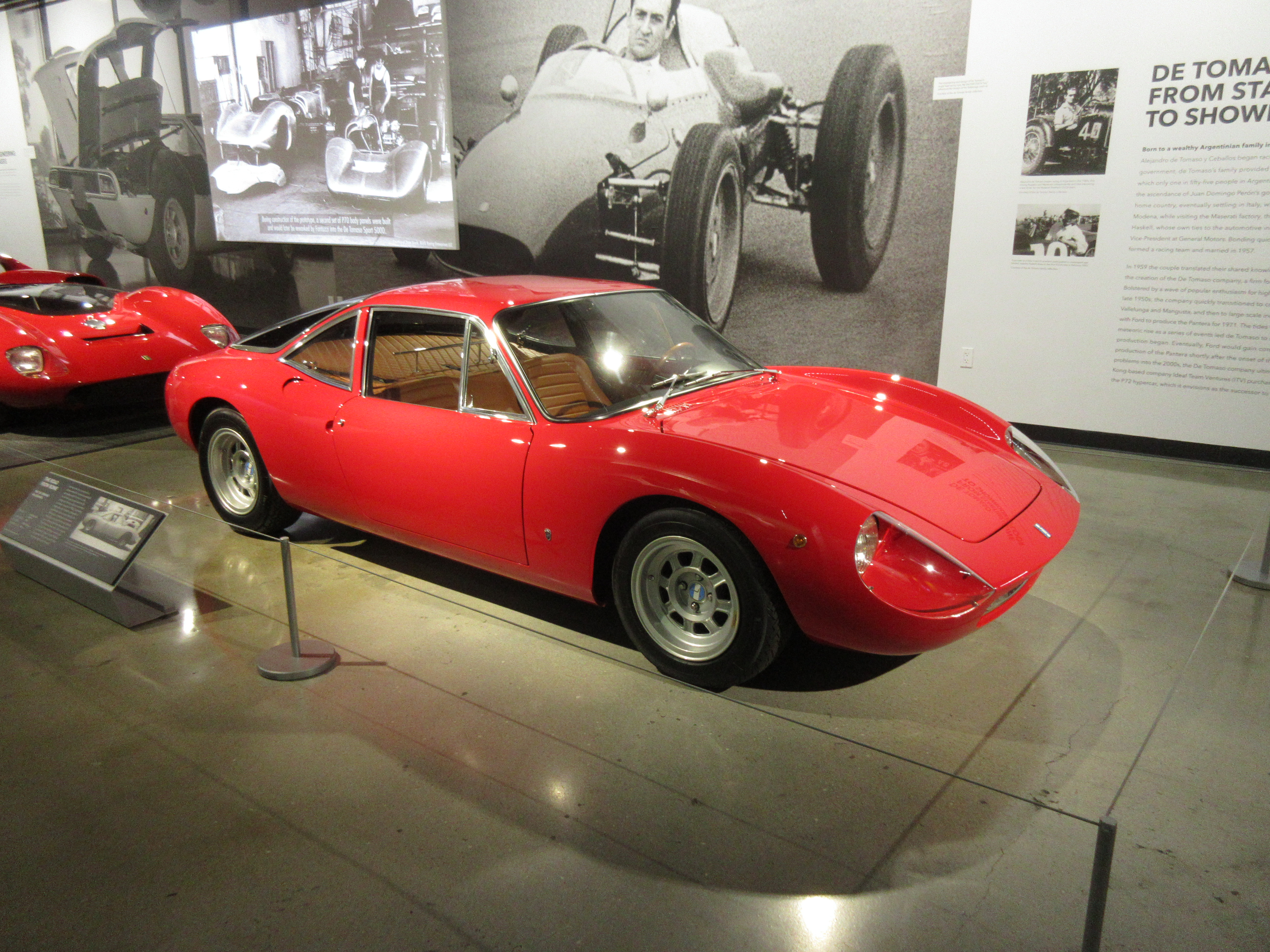
De Tomaso Vallelunga - Petersen Museum

- De Tomaso Vallelunga - Petersen MuseumFissore 127 Scout: Egy nyitott tetejű „szórakoztató autó”, amely hasonlít a Citroën Méharihoz, Fiat 127 műszaki alapokon. 1971-ben mutatták be a Torinói Autószalonon. Eredetileg "Gypsy" néven futott, és egy MAINA nevű kis cég fejlesztette, de     kapacitáshiány miatt a Fissore vette át a gyártást és forgalmazást. Kezdetben teljes egészében üvegszálas műanyagból készült, csöves fém     vázzal, 1974-től viszont önhordó préselt fém karosszériát alkalmaztak. Fém keménytetős változat is elérhető volt. Görögországban is tervezték a gyártást, ahol az Autokinitoviomihania Ellados cég készítette az autót, a továbbfejlesztett változatokat 127 Amico néven.
- Fissore 126 Poker: Egy kisebb, hasonló autó a Fiat 126 alapjain, „Poker” néven is bemutatkozott. A végleges gyártás csak     Görögországban történt, szintén az Autokinitoviomihania Ellados gyárában.
- A Fissore egy kabrió változatot is fejlesztett a Fiat Ritmo alapjain, akárcsak a kapcsolódó Rayton Fissore karosszériaüzem. Azonban a Ritmo Palinuro Cabriolet sorozatgyártásához végül Bertone terveit választották, amely nevét az olasz Cilento délnyugati partján található világhírű, érintetlen Palinuro strand után kapta.

## OSCA

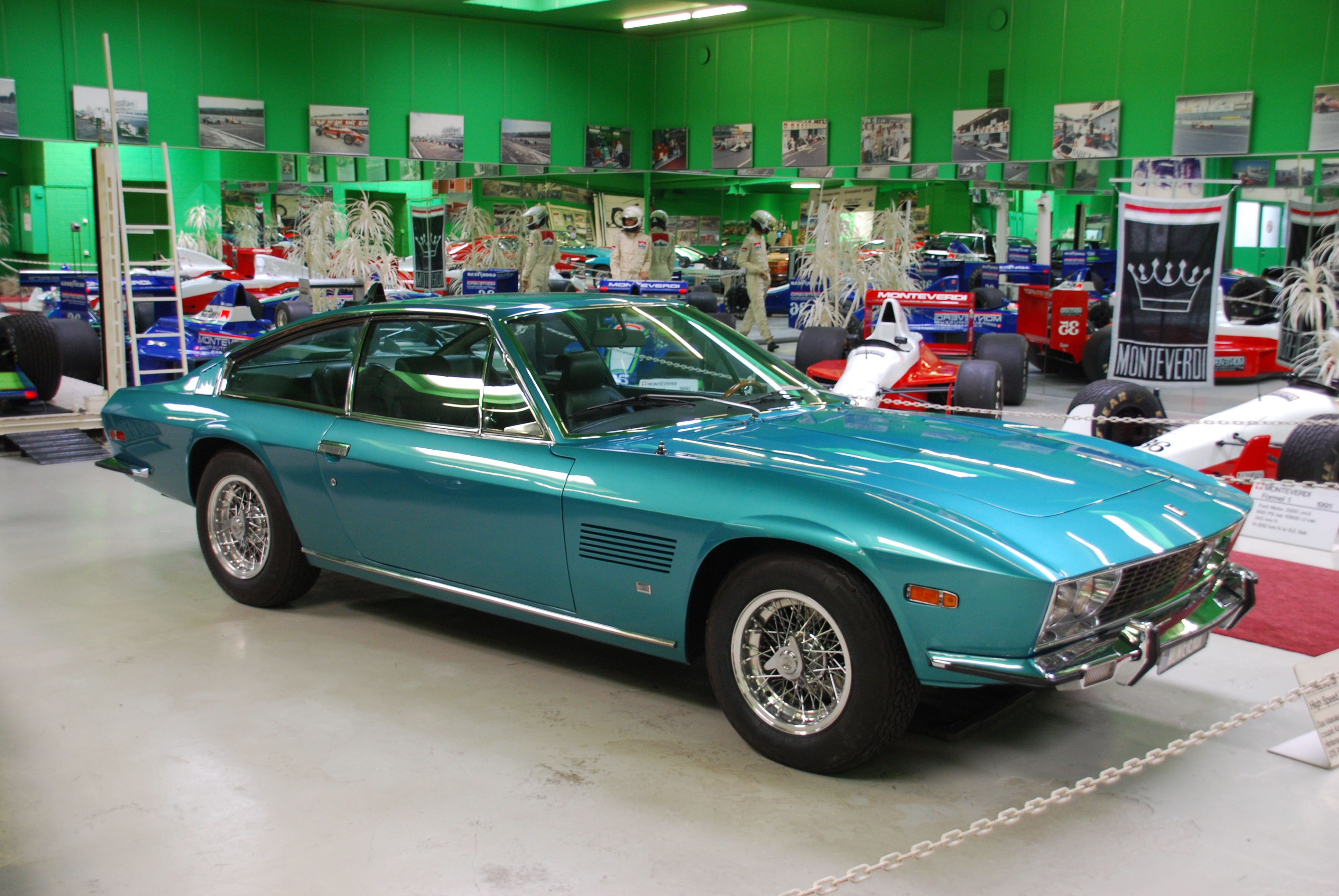
Monteverdi High Speed 375L-1

1962-ben a Fissore kis sorozatban fejlesztett és épített karosszériákat a Maserati testvérek O.S.C.A. vállalkozásának. Az elegáns, háromdobozos karosszéria az OSCA 1600-as modellre épült. Összesen 22 coupé és két kabrió készült belőle.

## Fissore és DKW
Az 1960-as évek elején a Fissore kapcsolatban állt a DKW-val és az Auto Unionnal, aminek eredményeként két Fissore által tervezett változatot gyártottak Brazíliában a DKW helyi leányvállalata, a VEMAG által. Ezek voltak:
- DKW 3=6 (F93): Ez a modellt Brazíliában 1958 és 1967 között gyártották DKW-VEMAG Belcar néven („szép autó”). A kombi változatot „Vemaguet”-nek hívták. A műszaki alapok változatlanok maradtak. 1965-ben a Fissore átdolgozta az autó elejét és hátulját, iker fényszórókkal és új hűtőrácssal. Az első ajtók elöl nyílóak voltak, összesen körülbelül 51 000 Belcar változat készült Brazíliában.

- VEMAG Fissore: Egy letisztult formatervezésű kétajtós szedán, amelynek eleje az előző, Fissore által karosszált OSCA 1600-ra emlékeztetett. Külsőre hasonlított a német DKW F102-höz is. Valójában egy átdolgozott Belcar volt, amely körülbelül 25%-kal drágábban kelt el. Kéthengeres, kétütemű motorja miatt nehezen volt eladható Latin-Amerikában, így 1964 és 1967 között csak körülbelül 2 500 darabot gyártottak belőle.

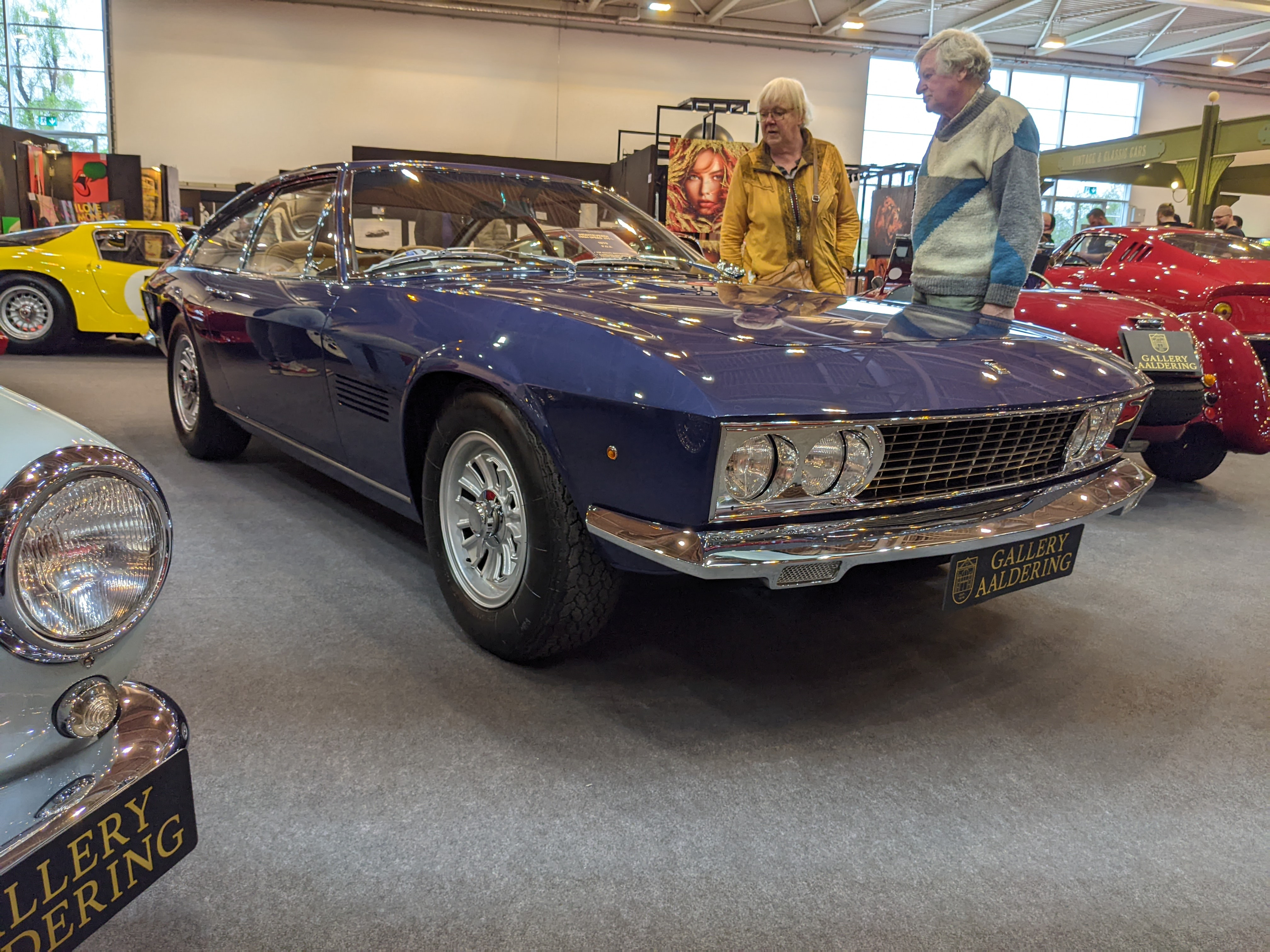
Monteverdi High Speed 375L, Fissore body

Argentínában az IASF (Industrias Automotriz de Santa Fe) Fissore által tervezett coupékat és spyder-eket gyártott az Auto Union 1000 SP alapján, melyek testre szabott, meredekebb karosszériával készültek. Ezeket licenc alapján Spanyolországban is gyártották.
A Fissore továbbá kifejlesztette az Auto Union/DKW F1000 L könnyű haszongépjárművet az Auto Union spanyol leányvállalatának, az IMOSA-nak. Ez egy elsőkerék-meghajtású, trapéz alakú formavilágot követő dizájn volt. Ezt a típust később a Mercedes-Benz átvette, és továbbfejlesztette az N 1000/N 1300, majd később a MB100 szériás furgonokká és könnyű teherautókká.

## De Tomaso
1964–65-ben a Fissore alumínium karosszériákat tervezett és gyártott a De Tomaso középmotoros, gerincvázas Vallelunga modelljéhez. Körülbelül tizenöt coupé készült, mielőtt a gyártást áthelyezték a Ghia-hoz, amely akkoriban részben Alejandro de Tomaso tulajdonában állt.

## Monteverdi

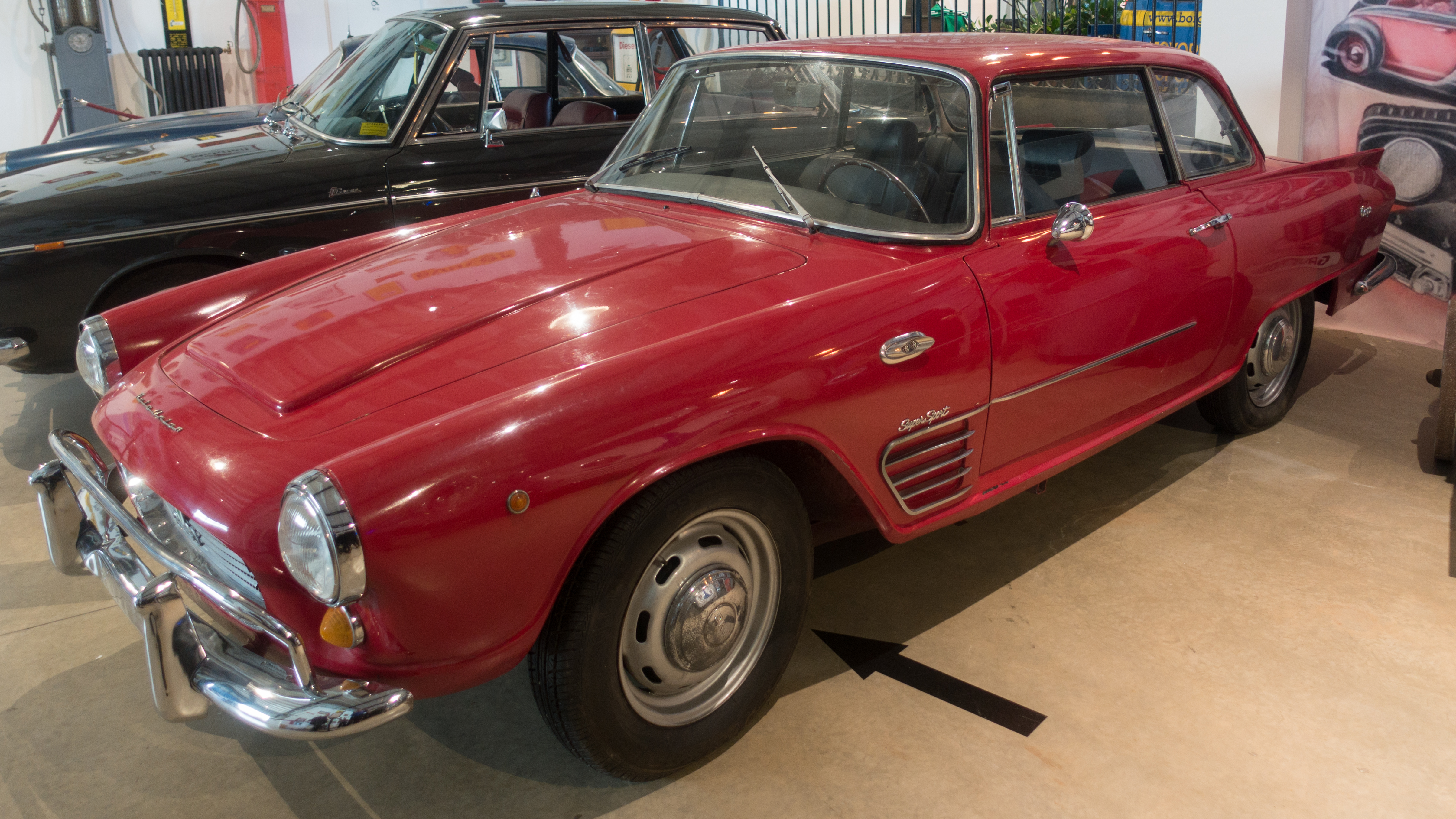

A Monteverdivel való kapcsolat különösen fontos volt a cég számára, ugyanis a hetvenes években ez biztosította a Fissore túlélését.
Monteverdi eredetileg Pietro Fruának adta megbízást a High Speed coupé megtervezésére és legyártására. Mivel Frua kapacitása korlátozott volt, Peter Monteverdi 1968-ban – mindössze fél év után – megszakította vele a kapcsolatot, és inkább a Fissore mellett döntött. Frua eredeti terveit a Fissore készítette tovább, amíg egy szerzői jogi per miatt Monteverdinak új dizájnra nem kellett váltania – azonban nem ismert, hogy ezt a tervet Peter Monteverdi készítette-e (ahogy állította), vagy a Fissore. Mindenesetre a Fissore soha nem tulajdonította magának a dizájnt. Ugyanígy soha nem állították, hogy a High Speed későbbi coupé, kabrió és szedán változatainak tervezői lettek volna.
A gyártási folyamat bonyolult volt: az alvázat Bázelben építették meg, majd Saviglianóba szállították a karosszéria felhelyezésére. Ezután az autót visszaküldték Svájcba, hogy beszereljék a motort és a további mechanikai alkatrészeket, majd befejezzék az autót. Kapacitáskorlátok miatt több High Speed Monteverdit valójában a Poccardi és az Embo karosszériaüzemek építettek.
A Fissore karosszériát készített a Monteverdi sikeresebb modelljéhez, a Safarihoz is. Nem ismert, hogy a Monteverdi Sierra, amely a Dodge Aspen átdolgozása volt, a Fissore gyártotta-e. Mivel az autón csak kisebb módosításokat végeztek és nem egyedi karosszériát kapott, feltételezik, hogy a munkát teljes egészében Svájcban végezték. A Fissore tervezte a soha meg nem valósult Monteverdi 2.8 Turbo prototípust is, amely egy elegáns, bár szögletes formájú háromajtós coupé volt Ford Granada alapokon.

## Egyéb termékek
A Fissore tervezője, Trevor Fiore (született Frost) kialakított egy ék alakú, kétüléses coupét a TVR számára, amelyet először 1965 márciusában a Genfi Autószalonon mutattak be. Mielőtt gyártásba került volna, a TVR csődbe ment, és a Fissore eladta a jogokat egy korábbi TVR-kereskedőnek, aki Trident néven kezdte forgalmazni az autót. Körülbelül 130 példányt adtak el 1976-ig. Ugyanez a Trevor Fiore tervezett az Alpine számára egy ék alakú javaslatot az A110 utódjaként, amely végül az Alpine A310-ként valósult meg. A Monteverdi Hai, bár látszólag Peter Monteverdi saját terve volt, külső megjelenésében nagyon hasonlított az A310-re.
1969-ben a Fissore elkészítette az Opel GT két Aero GT prototípusának az első példányát. Készítettek egy négyajtós kabrió prototípust az Opel Diplomat B-ből is, amely azonban csak egyetlen példány maradt, és ma is megvan. A Fissore tervezett egy kis sportos coupét az Autobianchi A112 alapjaira, amelyet Otasnak hívtak.
Az 1986-os torinói autószalonon a Rayton Fissore bemutatott egy Alfa Romeo 75 kombi prototípust. Ez a vonzó elődje volt a későbbi 156 Sportwagon-nak, de soha nem került forgalomba, mert a Fiat Alfa Romeo fölötti irányítása után törölték a projektet. Az Alfa 75 Turbo alapú autót 75 Turbo Wagon-nak nevezték.
Két kombi változat is bemutatásra került az 1987-es Genfi Autószalonon; az egyik a Turbo Wagon volt, a másik pedig egy 2,0 literes változat, amelyet Sportwagon-nak hívtak. Összesen hét-nyolc ilyen kombi készült az Alfa Romeo számára.

## Fordítás
Ez a szócikk részben vagy egészben  a   Carrozzeria Fissore című angol Wikipédia-szócikk fordításán alapul.  Az eredeti cikk szerkesztőit annak laptörténete sorolja fel. Ez a jelzés csupán a megfogalmazás eredetét és a szerzői jogokat jelzi, nem szolgál a cikkben szereplő információk forrásmegjelöléseként.